# Транспорт Верх-Нейвинского
Верх-Нейвинский обладает развитой транспортной инфраструктурой. Транспорт Верх-Нейвинского обеспечивает как внутригородскую, так и внешнюю связь с другими населёнными пунктами Свердловской области, Уральского федерального округа и России в целом. Основные виды транспорта — автомобильный и железнодорожный.
Верх-Нейвинский занимает промежуточное положение между крупными уральскими городами Екатеринбургом и Нижним Тагилом, образующими агломерации. Посёлок является частью региональной системы расселения, сформированной по линейному типу в меридиональном направлении (Екатеринбург — Нижний Тагил — Серов). Внешние транспортные сети связывают Верх-Нейвинский с другими населёнными пунктами данного образования.

## Историческая справка
До строительства в XX веке современных автодорог, в том числе Серовского тракта, Верх-Нейвинский был связан с другими поселениями местными дорогами, утратившими сегодня своё транспортное значение. В северном направлении из Верх-Нейвинска вела дорога на Нейво-Рудянский, Шуралинский и Невьянский заводы (поселения). В северо-восточном направлении вела Кунарская дорога, проходившая через Пильную гору в сторону деревни Кунары и соединявшая Верх-Нейвинский завод с Верхотурским трактом. На юго-восток от посёлка вела дорога, проходившая по лесам восточных берегов Верх-Нейвинского пруда и озера Таватуй до прибрежной деревни Таватуй. На юго-запад уходила дорога на деревню Пальники. Вместе с дорогами появились и направления застройки. Старые названия улиц отражали данные направления, например: улица Баскова ранее называлась Рудянской, улица Карла Маркса — Большой Проезжей и Невьянской, Нагорная улица — Кунарской.
В 1870-х годах через Верх-Нейвинские заводы пролегла Уральская горнозаводская железная дорога (ныне часть Свердловской железной дороги). В то время это был единственный железнодорожный путь, соединяющий Европейскую Россию с Сибирью, так как прямой ветки между Пермью и Екатеринбургом ещё не было. В 1878 году была открыта железнодорожная станция Верх-Нейвинск. В дореволюционные времена до вокзала по посёлку ходили тарантасы. В 1935 году на участке Гороблагодатская — Свердловск была проведена электрификация, после чего через станцию Верх-Нейвинск стали курсировать электропоезда.
Современные дороги в посёлке Верх-Нейвинском строились в 1970—1980-х годах в основном средствами Верх-Нейвинского завода вторичных цветных металлов (ныне филиал «Производство сплавов цветных металлов» АО «Уралэлектромедь»). В 1977 году был открыт мост-путепровод над железной дорогой вместо действовавшего ранее переезда.

## Автомобильный транспорт

### Внешнее автотранспортное сообщение
| С-З | Пермь ~ 246 / 418 км Верхний Тагил ~ 17 / 41 | Нижний Тагил ~ 72 / 86 км Невьянск ~ 26 / 34 км | Алапаевск ~ 113 / 182 км                        | С-В |
| З   | Ижевск ~ 421 / 687 км                        | Роза ветров                                     | Тюмень ~ 326 / 402 км                           | В   |
| Ю-З | Новоуральск ~ 2.5 / 3 км Уфа ~ 384 / 617 км  | Миасс ~ 245 / 306 км                            | Екатеринбург ~ 55 / 74 км Курган ~ 377 / 438 км | Ю-В |

Автомобильный транспорт обеспечивает транспортную связь Верх-Нейвинского с другими населёнными пунктами области и страны. Посёлок связан подъездной автодорогой 65К-1901140 с автомагистралью регионального значения Р352 — Серовским трактом. Серовский тракт соединяет Екатеринбург с населёнными пунктами Свердловской области, расположенными к северу от областного центра, например: Невьянском, Нижним Тагилом, Серовом. Данная автомагистраль фактически состоит из двух сопряжённых дорог в екатеринбургском и серовском направлениях. Участок автодороги на Екатеринбург (юго-юго-восточное направление) протяжённостью 750 м пересекает городской округ Верх-Нейвинский в северо-восточной части. В районе озера Красилова на Серовском тракте имеется транспортная развязка, соединяющая оба направления тракта, подъездную дорогу к посёлку, а также дорогу до Аятского озера. Подъездная дорога пересекает территорию городского округа с северо-востока на юго-запад и проходит через сам посёлок Верх-Нейвинский, заканчиваясь в районе КПП № 1 соседнего закрытого города Новоуральска. Общая протяжённость дороги 65К-1901140 составляет 11 км. Въезд на территорию посёлка в его установленных границах находится в 6 км от начала дороги, фактически поселковая застройка начинается в 7 км от начала, а центр Верх-Нейвинского расположен приблизительно в 9,5 км от начала автодороги. В пределах посёлка автодорога 65К-1901140 представлена улицей 8 Марта, следующим за ней участком улицы Ленина, а также улицами Школьной и Щекалёва. Автодорога продолжается в городе Новоуральске в виде Заречной улицы и переходит в городскую автодорожную сеть. В свою очередь, из Новоуральска ведут автодороги в город Верхний Тагил и посёлок Мурзинка. Из Мурзинки же ведут автодороги в южном направлении на Калиново и Таватуй, а также в юго-западном направлении на Билимбай и Первоуральск. Последнее фактически связывает город с автомагистралью федерального значения Р242 — Московским трактом, то есть сокращает путь в европейском направлении путём обхода Екатеринбурга. Проезд через Новоуральск осложняется статусом ЗАТО: со всех сторон город охраняется по периметру, а дороги Верх-Нейвинского не связаны с другими ведущими в Новоуральск автодорогами вне города. При наличии специального пропуска на охраняемую территорию города проезд через него возможен.

### Внутренняя сеть автодорог
Автодорожное хозяйство Верх-Нейвинского представляет собой сеть автодорог общего пользования протяжённостью более 40 км. Более половины дорог имеют твёрдое покрытие. В настоящий момент все автомобильные дороги являются бесхозяйными объектами (за исключением транзитной магистральной дороги).
Основа дорожной сети Верх-Нейвинска — магистральные улицы и дороги сложившейся планировочно-пространственной структуры, связывающие жилые районы с общественным центром и промышленными территориями.
Основные магистральные улицы и дороги общегородского и районного значения:
- обеспечивающие меридиональную связь центра и севера посёлка — Карла Маркса, Ленина, Баско́ва;
- пересекающие посёлок в широтном направлении — Мира, Еловая, Нагорная, 8 Марта.

Магистральные улицы и дороги, по которым осуществляется пропуск грузового транспорта:
- в направлении вокзала — Школьная и Щекалёва;
- в направлении Нового кладбища — Ленина, Карла Маркса и Баскова.

### Обеспеченность населения автотранспортом
| Вид транспорта      | Количество транспортных средств | Нормативная обеспеченность на 1000 жителей | Существующая обеспеченность на 1000 жителей | Уровень автомобилизации |
| ------------------- | ------------------------------- | ------------------------------------------ | ------------------------------------------- | ----------------------- |
| Легковые автомобили | 1620                            | 200—500                                    | 302,5                                       | Достаточный             |
| Мотоциклы           | 67                              | 15—110                                     | 73,1                                        | Достаточный             |
| Грузовые автомобили | 81                              | 30—70                                      | 60,4                                        | Достаточный             |
| Автобусы            | 8                               | —                                          | —                                           | —                       |
| Всего               | 1776                            | —                                          |                                             |                         |

### Объекты транспортного обслуживания
Для обслуживания транспорта в Верх-Нейвинском имеется ряд объектов по ремонту и иным услугам, а также хранению транспортных средств. Основные предприятия по грузоперевозкам сконцентрированы вдоль транзитной дороги 65К-1901140 (ул. Щекалёва — Школьная ул. — ул. Ленина — ул. 8 Марта). Наиболее значительным из них является автотранспортное хозяйство филиала «Производство сплавов цветных металлов» АО «Уралэлектромедь». Автогараж предприятия, включающий легковые, бортовые машины и подъёмно-транспортное оборудование, обеспечивает все грузовые автоперевозки данного металлургического завода. На транзитной автодороге имеются автозаправочные станции и станции техобслуживания и ремонта: 2 АЗС, несколько АГЗС, шиномонтажных мастерских, автосервисных центров и 2 магазина автозапчастей.
Для хранения личных транспортных средств в Верх-Нейвинском имеются гаражи. Есть как отдельные гаражи, так и крупные гаражные массивы на несколько десятков боксов:
- ул. Ленина, 19 (возле площади Революции),
- ул. Мира, 72А (в частном секторе),
- ул. Нагорная, 31А (в районе Старого кладбища),
- ул. Просвещения, 32А (на Миниховой горе),
- ул. Ярославского, 25А (в частном секторе).

### Дополнительные сооружения автотранспортной инфраструктуры
Кроме сети автодорог в Верх-Нейвинском имеется ряд автомобильных мостов:
- мост через реку Нейву на Школьной улице,
- мост через реку Нейву на Нейвинской улице,
- мост через реку Бунарку на Вокзальной улице,
- путепровод над 439-м километром железной дороги Пермь — Екатеринбург — Нижний Тагил.

Мелкие водотоки, протекающие в посёлке, заключены в трубы, проходящие под автодорогами.

## Автобусный транспорт
Автобусный транспорт — единственный вид внутреннего общественного транспорта в Верх-Нейвинском, а также один из видов междугороднего транспорта, связывающего посёлок с другими городами. Автобусный маршрут № 108 «Вокзал — 8 Марта» является главным внутренним маршрутом. Время следования данного автобуса между начальной и конечной остановками — 15 минут, интервал отправления — каждые 15 минут по будням и каждые 20 минут по выходным и праздникам. Маршрут № 108 обслуживает ИП Антонова. Междугородние автобусы, обслуживаемые иногородними перевозчиками, отправляются от остановки «Вокзал» и прибывают на неё.
| Номер                  | Маршрут                                            | Промежуточные остановки                           | Траектория | Протяжённость, км | Связанные части посёлка                    |
| ---------------------- | -------------------------------------------------- | ------------------------------------------------- | --- | ----------------- | ------------------------------------------ |
| Поселковый маршрут     |                                                    |                                                   | |                   |                                            |
| № 108                  | «Вокзал — 8 Марта»                                 | «КПП № 1», «Демидовская», «Евдокимова», «Токарей» | Вокзальная ул. — ул. Щекалёва — Школьная ул. — ул. Ленина — ул. 8 Марта | 5                 | Вокзал, центр, многоэтажный сектор, восток |
| Дачные маршруты        |                                                    |                                                   | |                   |                                            |
|                        | «Вокзал — Сад № 4»                                 |                                                   | Вокзальная ул. — ул. Щекалёва — ул. Энгельса — подъезд к саду № 4 | 3                 | Вокзал, северо-запад                       |
| № 106                  | «Вокзал — Кладбище — Сад № 5 — Вокзал»             | «Мира», «Карла Маркса», «Баскова»                 | Вокзальная ул. — ул. Щекалёва — Школьная ул. — ул. Ленина — ул. Мира — ул. Карла Маркса — ул. Баскова — Новое кладбище — ул. Баскова — подъезд к саду № 5 — ул. Баскова — ул. Карла Маркса — ул. Мира — Школьная ул. — ул. Щекалёва — Вокзальная ул. | 7 / 5             | Вокзал, север, Новое кладбище              |
| № 195                  | «С/п "Кедр" — Сад "Дачное"»                        | Сад «Металлург», а также остановки по требованию  | В пределах посёлка: ул. Щекалёва — Школьная ул. — ул. Ленина — ул. 8 Марта | Около 20          | Центр, многоэтажный сектор, восток         |
| № 196                  | «С/п "Кедр" — сад "Лесные Дачи"»                   | Сад «Металлург», а также остановки по требованию  | В пределах посёлка: ул. Щекалёва — Школьная ул. — ул. Ленина — ул. 8 Марта | Около 20          | Центр, многоэтажный сектор, восток         |
| Междугородние маршруты |                                                    |                                                   | |                   |                                            |
| № 109                  | «Новоуральск — Невьянск»                           | Остановки по требованию                           | В пределах посёлка: Вокзальная ул. — ул. Щекалёва — Школьная ул. — ул. Ленина — ул. 8 Марта | 39                |                                            |
| № 605                  | «Новоуральск — Екатеринбург (Северный автовокзал)» | Остановки по требованию                           | В пределах посёлка: Вокзальная ул. — ул. Щекалёва — Школьная ул. — ул. Ленина — ул. 8 Марта | 75                |                                            |

| Наименование           | Расположение                                                    | Маршруты                               |
| ---------------------- | --------------------------------------------------------------- | -------------------------------------- |
| «8 Марта» («Конечная») | Ул. 8 Марта, повороты на Сосновую ул. и Ясный пер.              | 108; по требованию: 109, 195, 196, 605 |
| «Баскова»              | Ул. Баскова, рядом с поворотом на пер. Демьяна Бедного          | 106                                    |
| «Вокзал»               | Привокзальная площадь                                           | 106, 108, 109, 605                     |
| «Демидовская»          | Ул. Ленина, рядом с пл. Революции                               | 108; по требованию: 109, 195, 196, 605 |
| «Евдокимова»           | Ул. 8 Марта, рядом с маг. «Магнит Косметик»                     | 108; по требованию: 109, 195, 196, 605 |
| «Карла Маркса»         | Ул. Карла Маркса, у поворота на пер. Карла Маркса               | 106                                    |
| «Кладбище»             | Парковка у Нового кладбища                                      | 106                                    |
| «КПП № 1»              | У путепровода, возле КПП № 1 г. Новоуральска                    | 108; по требованию: 109, 195, 196, 605 |
| «Мира»                 | Ул. Карла Маркса, между ул. Мира и ветпунктом                   | 106                                    |
| «Сад № 4»              | Въезд на тер. сада № 4, у поворота на Поселковую ул.            | До вокзала                             |
| «Сад № 5»              | Въезд на тер. сада № 5                                          | 106                                    |
| «Токарей»              | Ул. 8 Марта, у поворота на Вересовую ул. и пер. Розы Люксембург | 108; по требованию: 109, 195, 196, 605 |

## Железнодорожный транспорт

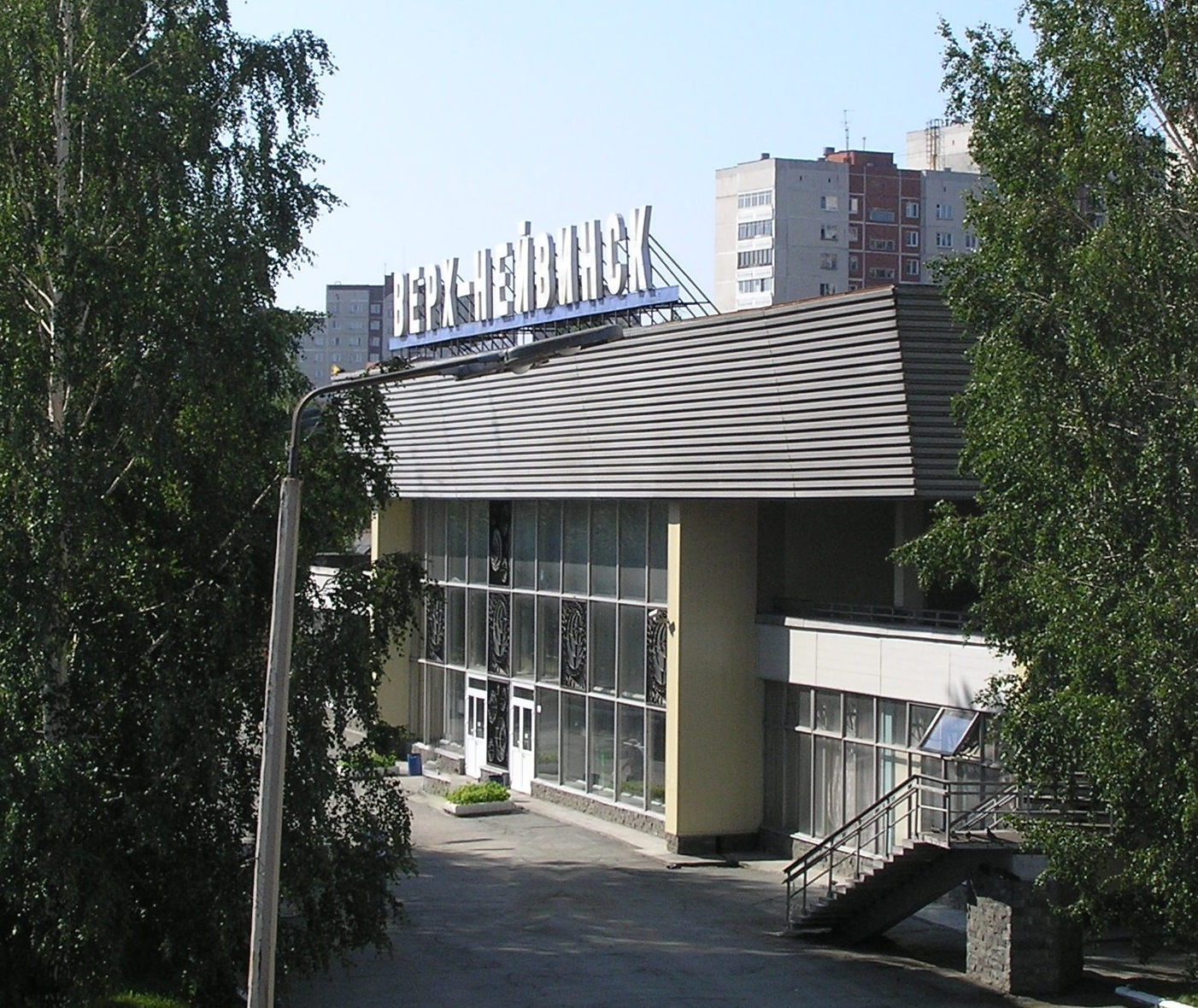
Вокзал Верх-Нейвинска

С северо-запада, запада и юго-запада Верх-Нейвинский огибает двухпутная и электрифицированная железнодорожная магистраль Пермь — Нижний Тагил — Екатеринбург. Она является частью Свердловской железной дороги. В юго-западной части посёлка расположена железнодорожная станция Верх-Нейвинск, находящаяся на 439—442 км магистрали (установленный километраж — 440,4) и относящаяся к Нижнетагильской дистанции пути Нижнетагильского региона обслуживания Свердловской железной дороги. По станции осуществляются пассажирские и грузовые перевозки. По характеру работы станция Верх-Нейвинск является промежуточной, по объёму работы отнесена к 4 классу. Имеется железнодорожный вокзал с залом ожидания и билетными кассами.
На примыкающем к западной части Верх-Нейвинского межстанционном перегоне Верх-Нейвинск — Нейво-Рудянская имеются железнодорожные мосты через реки Бунарку (439-й км) и Нейву (437-й км). В районе коллективного сада № 4 СНТ «Нейва-С» размещался закрытый (недействующий) остановочный пункт 437 км.

### Грузовые перевозки
На станции Верх-Нейвинск имеются контейнерная площадка, склады пакгауза и грузовой двор. По состоянию на 2019 год объём грузоперевозок на станции Верх-Нейвинск составляет 16790 поездов ежегодно, размер движения грузовых поездов в сутки составляет 46 пар поездов. В чётной горловине станции имеются два подъездных пути: с восточной стороны — на промплощадку завода «Производство сплавов цветных металлов» (так называемого завода «Б»), с западной стороны — на грузовую станцию Северную (рядом с 437-м километром) и далее на промплощадку Уральского электрохимического комбината.

### Пригородные перевозки
Пригородное сообщение по станции Верх-Нейвинск представлено электропоездами, следующими в основном на участке Нижний Тагил — Екатеринбург в обоих направлениях. По состоянию на 2023 год через станцию следуют около 15 пар поездов ежедневно. Несколько пар нескоростных поездов связывают Верх-Нейвинск со станцией Керамик. Также в Верх-Нейвинске останавливаются электропоезда Каменск-Уральский — Нижний Тагил и Невьянск — Камышлов, следующие только по одному направлению. С 2015 года наряду с обычными электропоездами здесь также курсируют новые скоростные электропоезда «Ласточка». В отдельные дни или время «Ласточка» следует до Серова (с 2019 года), Аэропорта Кольцово (с 2021 года) и Качканара (с 2022 года).

### Пассажирские перевозки
Дальнее пассажирское сообщение связывает Верх-Нейвинский с другими уголками Свердловской области, а также с городами Тюменской области (в том числе Ханты-Мансийского и Ямало-Ненецкого автономных округов), регионов Средней полосы и Юга России.
Через станцию Верх-Нейвинск курсируют следующие поезда дальнего следования:
| Круглогодичное обращение поездов | Круглогодичное обращение поездов | Круглогодичное обращение поездов | Круглогодичное обращение поездов |
| № поезда                         | Маршрут движения                 | № поезда                         | Маршрут движения                 |
| -------------------------------- | -------------------------------- | -------------------------------- | -------------------------------- |
| 11 «Ямал»                        | Новый Уренгой — Москва           | 12 «Ямал»                        | Москва — Новый Уренгой           |
| 337                              | Екатеринбург — Приобье           | 338                              | Приобье — Екатеринбург           |
| 351                              | Уфа — Приобье                    | 352                              | Приобье — Уфа                    |
| 603                              | Екатеринбург — Соликамск         | 604                              | Соликамск — Екатеринбург         |

| Сезонное обращение поездов | Сезонное обращение поездов | Сезонное обращение поездов | Сезонное обращение поездов |
| № поезда                   | Маршрут движения           | № поезда                   | Маршрут движения           |
| -------------------------- | -------------------------- | -------------------------- | -------------------------- |
| 521                        | Новороссийск — Приобье     | 522                        | Приобье — Новороссийск     |

## Воздушный транспорт
Международный аэропорт Кольцово имени А. Н. Демидова является ближайшим к Верх-Нейвинскому аэропортом. Он расположен в городе Екатеринбурге, в микрорайоне Кольцово Октябрьского района, в 70 км к юго-востоку от Верх-Нейвинского по прямой. Единственным прямым маршрутом общественного транспорта, связывающим посёлок с аэропортом, является пара скоростных электропоездов «Ласточка», следующих в вечернее время до остановочного пункта Аэропорт Кольцово и по ночам в обратном направлении.

## Газопроводный транспорт
Земли городского округа Верх-Нейвинский в широтном направлении пересекает трасса магистрального газопровода высокого давления. По двум газопроводам-отводам Д 500, 300 природный газ подаётся от магистральных газопроводов с северных месторождений Тюменской области до газораспределительной станции, расположенной в северной части посёлка Верх-Нейвинского.

### Пояснения
1. ↑  До всех городов кроме Новоуральска указаны кратчайшие расстояния с учётом проезда через Серовский тракт. До указанных и других городов к северо-западу, западу и юго-западу от Верх-Нейвинского можно доехать по сокращённому маршруту через закрытый город Новоуральск при наличии пропуска в город. Подробности описаны в тексте данного раздела.
2. ↑  В перечне указано только одно направление маршрутов.  Обратное направление с теми же остановками имеют все перечисленные маршруты, за исключением замыкающего 106-го.
3. ↑  Указаны только те автобусные остановки, которые находятся в посёлке Верх-Нейвинском либо в непосредственной близости от него (например: сад «Металлург»).
4. ↑  Направление маршрута № 106 от вокзала до сада № 5 с заездом на Новое кладбище.
5. ↑  Направление маршрута № 106 от сада № 5 до вокзала. Заезд на кладбище не осуществляется.